# Fulgora laternaria
Fulgora laternaria (synoniem: Fulgora servillei) is een cicade uit de familie van de lantaarndragers (Fulgoridae).

## Kenmerken
Het 65 tot 105 mm grote insect heeft een verlengde kop met een merkwaardig bol voorhoofd, dat veel gelijkenis vertoont met een pinda. Op de achtervleugel bevinden zich oogvlekken. De grondkleur is geelbruin met een donkere tekening en kleine witte vlekken.

## Verspreiding en leefgebied
De soort komt voor in tropisch Zuid-Amerika ten oosten van de Andes en West-Indië, ook in Brazilië, Peru, Honduras, Panama, Guatemala en Costa Rica.